# Megaceros
Megaceros là một chi rêu trong họ Dendrocerotaceae.